# Tran Duc Thao
Pour les articles homonymes, voir Tran (homonyme).
Trần Đức Thảo, né à Thái Bình (Protectorat du Tonkin, Indochine française) le 26 septembre 1917 et mort à Paris (France) le 24 avril 1993, est  un philosophe marxiste vietnamien ayant participé à la lutte anticoloniale. Son œuvre, d'abord fortement marquée par la phénoménologie puis par le marxisme, s'intéresse surtout à la conscience. Ses travaux portent également sur le langage, la dialectique et le processus d'hominisation. Il est surtout connu pour son ouvrage Phénoménologie et matérialisme dialectique (1951).

## Biographie

### Jeunesse et études
Après des études au lycée français Albert-Sarraut de Hanoï (1923-35) et une première année de droit à Hanoï, Trần Đức Thảo obtient en 1936 une bourse d'études pour préparer à Paris le concours d'entrée à l'École normale supérieure. Il est reçu en 1939 et commence des études de philosophie.

### La découverte de la phénoménologie de Husserl
À l'été 1940, il se réfugie à la Faculté de Lettres de Clermont-Ferrand. Il y rencontre Jean Cavaillès qui l'initie à la lecture de Husserl et dirige, en 1941-42, son Diplôme d'Études supérieures sur « La méthode phénoménologique chez Husserl » (c'est ce diplôme qui « éblouissait » Louis Althusser).
Jean François Revel fut ébloui aussi par "la cristalline limpidité de l'argumentation" , "l"élégante solidité du style" et "la rigoureuse probité d'analyse historique" (source Pierre Boncenne "pour JF Revel").
Reçu premier à l'agrégation de philosophie en 1943 (ex-aequo avec Jules Vuillemin), il commence, en 1944, une thèse de doctorat sur la phénoménologie de Husserl. Pour ses recherches, il se rend alors aux Archives-Husserl à Louvain (dirigées par Van Breda), ce qui lui permet de prendre connaissance des nombreux manuscrits inédits de Husserl.

### La lutte pour l'indépendance de l'Indochine
À la Libération, il s'implique de plus en plus dans la lutte de libération nationale de l'Indochine (1946-54). Rapporteur politique au Congrès des Indochinois à Avignon en 1944, il est élu membre de la Délégation générale des Indochinois en France. Il se rapproche alors du Parti communiste français, qui soutenait les luttes anticolonialistes. Son soutien actif (tracts, conférence de presse) du Viet-Minh et du gouvernement de Ho Chi Minh lui vaut d'être emprisonné à la prison de la Santé d'octobre à décembre 1945 pour « Attentat à la sûreté de l'État français où il exerce son autorité ». Une vaste campagne, notamment menée par l'Humanité et Les Temps modernes, demande sa libération. Il publie ensuite un certain nombre d'articles dans Les Temps modernes sur la situation en Indochine: « Sur l'Indochine » (février 1946), « Les relations franco-vietnamiennes » (1947) et « Sur l'interprétation trotskyste des événements d'Indochine » (1947).

### De la phénoménologie au marxisme
Proche de l'existentialisme à la Libération, il essaie ensuite, entre 1945 et 1950, de concilier sa formation philosophique phénoménologique et la pensée marxiste, dont il se rapproche à mesure de ses engagements politiques. Cette tentative de synthèse se retrouve dans ses cours à l'École normale supérieure (ils marquèrent notamment le jeune Althusser), ainsi que dans un certain nombre d'articles qu'il publie: « Marxisme et phénoménologie » (1946), « Existentialisme et marxisme » (1949), « Les origines de la réduction phénoménologique chez Husserl » (1950).
En 1950, il commence à prendre nettement ses distances avec la phénoménologie. Cette évolution tient, d'une part, à une relecture de Hegel, qui l'amène à s'opposer à la lecture « existentialiste » qu'en proposait Alexandre Kojève - ces critiques se retrouvent notamment dans son article des Temps modernes "Sur la Phénoménologie de l'Esprit et son contenu réel" (septembre 1948), ainsi que dans l'échange de lettres qui suivit. Mais sa prise de distance vient également de l'échec d'une série de cinq entretiens qu'il avait entrepris avec Jean-Paul Sartre sur le marxisme et l'existentialisme. Alors que Sartre avançait la nécessité de fonder le marxisme sur sa propre philosophie, Trần Đức Thảo défendait la philosophie marxiste. C'était, au contraire, selon lui, la phénoménologie qui devait trouver dans le matérialisme dialectique son vrai fondement.
Cette évolution se retrouve dans son ouvrage le plus célèbre : Phénoménologie et matérialisme dialectique (1951). La première partie de l'ouvrage constitue un brillant exposé de la phénoménologie husserlienne, notamment éclairé par les inédits qu'il avait pu consulter à Louvain. Cette partie se termine par la mise en lumière d'une contradiction, dans la démarche husserlienne, entre les concepts phénoménologiques et les résultats concrets auxquels aboutissent les analyses phénoménologiques. La deuxième partie prétend résoudre cette contradiction en abandonnant le cadre théorique husserlien et en réinterprétant les résultats concrets à partir du matérialisme dialectique. Trần Đức Thảo propose alors une genèse matérialiste de la conscience humaine à partir de la matière (en passant par les divers stades intermédiaires de l'évolution), avant de faire un exposé du fonctionnement de la dialectique matérialiste dans le cadre des sociétés humaines. Bien qu'écrit très rapidement pour pouvoir rentrer au plus tôt au Viêt Nam, l'ouvrage exerce une fascination sur toute une génération intellectuelle (Louis Althusser, Jacques Derrida, Pierre Bourdieu, Paul Ricœur).

### Le retour au Viêt Nam (1951-1991)
De retour au Viêt Nam fin 1951, il exerce diverses fonctions dans l'administration vietnamienne. En 1953-54, il part à la campagne, comme militant de base, pour participer à la Réforme agraire.
En 1954, il publie 9 articles sur l'histoire et la littérature du Viêt Nam et entame une carrière universitaire. À l'université de Hanoï, il occupe successivement une chaire d'Histoire ancienne (1954-55) et une chaire d'Histoire de la philosophie (1955-58). De 1956 à 1958, il est doyen de la Faculté d'Histoire.
Ayant critiqué le Parti communiste dans deux articles en 1956 (l'affaire Nhan Van - Giai Pham), il fait son auto-critique en 1958 et commence un long exil intérieur. Engagé par la maison d'édition Su That, il participe à la traduction en vietnamien des classiques de la philosophie occidentale, et en particulier, les textes de Marx et d'Engels (1961-73). L'étude des textes classiques du marxisme-léninisme l'amène ensuite à préciser le sens de la dialectique marxiste, notamment par différence avec la dialectique hégélienne. Ces recherches trouvent leur aboutissement dans ses articles sur "Le Noyau rationnel de la dialectique hégélienne" (publié en vietnamien en 1956, puis en français dans La Pensée en 1965) et sur "La dialectique logique dans la genèse du Capital" (dans La Pensée en 1984).
Il continue ses recherches sur la genèse de la conscience en intégrant notamment la question du langage. On lui permet parfois d'envoyer ses articles à des revues françaises. Il publie ainsi une série d'articles dans La Pensée entre 1966 et 1970. Elles formeront une partie de l'ouvrage qu'il publie en 1973 aux Éditions sociales : Recherches sur l'origine du langage et de la conscience. En 1975, La Nouvelle Critique fait paraître son article « De la phénoménologie à la dialectique matérialiste de la conscience ». En 1981, il approfondit ses recherches par un article dans La Pensée « Le mouvement de l'indication comme constitution de la certitude sensible ».
En 1991, il revient en France, à Paris, tout juste après l'effondrement de l'union soviétique, les raisons de ce retour sont floues et plusieurs sont avancées, il aurait cependant été envoyé pour, entre autres, promouvoir et défendre les visions du Parti en France. Durant cette période, il tient plusieurs conférences, notamment à Paris-VII et à l'ENS, et publie en auto-édition La formation de l'Homme, ouvrage écrit en 1986 qui fait suite à ses recherches sur l'origine la conscience et l'hominisation. Cependant, il se trouve alors dans un état de santé dégradé, et il meurt des suites d'une chute à l'hôpital Broussais le 24 avril 1993.

## Œuvres (sélection)

### Livres publiés
- Phénoménologie et matérialisme dialectique, éd. Minh-Tan, Paris, 1951. Repris en deuxième partie de Jocelyn Benoist et Michel Espagne (dir) 2013.
- Recherches sur l'origine du langage et de la conscience, Éditions Sociales, Paris, 1973.

### Articles (en français)
En France (jusqu'en 1951)
- « Marxisme et phénoménologie », article publié dans la Revue internationale, no 2, février 1946, p. 168-174.
- « Sur l'Indochine », in Les Temps modernes, no 5, février 1946, Paris, p. 878-900.
- « Les relations franco-vietnamiennes » in Les Temps modernes, no 18, mars 1947, Paris, p. 1055-1066.
- « Sur l’interprétation trotskiste des événements du Viêt-Nam », Les Temps modernes, no 21, juin 1947, Paris, p. 1697-1705. Critique d'un article de Claude Lefort.
- « La Phénoménologie de l'esprit et son contenu réel », in  Les Temps modernes, no 36, septembre 1948, Paris, p. 492-519. Article sur le livre d'Alexandre Kojève : Introduction à la lecture de Hegel .
- Correspondance entre Alexandre Kojève et Trần Đức Thảo, publiée par Gwendoline Jarczyk et Pierre-Jean Labarrière
- « Existentialisme et matérialisme dialectique», publié dans la Revue de Métaphysique et de Morale, vol. 58, no 2-3, 1949, p. 317-329
- « Les origines de la réduction phénoménologique chez Husserl », dans Deucalion, 1950, p. 128-142

Au Vietnam (1952-1991)
- « Le noyau rationnel » dans la dialectique hégélienne, in La Pensée, no 119, février, 1965, p. 3-23
- « De la phénoménologie à la dialectique matérialiste de la conscience », dans La Nouvelle Critique, no 79-80, 1974, p. 37-42 ; et no 86, 1975, p. 23-29
- « Le mouvement de l'indication comme constitution de la certitude sensible », dans La Pensée, no 220, 1981, p. 17-31
- « La dialectique logique dans la genèse du Capital », dans La Pensée, no 240, 1984, p. 77-91
- « La naissance du premier homme », dans La Pensée, no 254, 1986, p. 24-35

En France (1991-1993)
- Le « langage de la vie réelle » n'est-il que celui de la production?, interview de Tran Duc Thao par Arnaud Spire pour L'Humanité, 28 mai 1991
- « La logique du présent vivant », dans Les Temps Modernes, p. 154-168, 1993

### Littérature secondaire sur Trần Đức Thảo

#### Ouvrages
- Jocelyn Benoist et Michel Espagne (dir), L'itinéraire de Tran Duc Thao. Phénoménologie et transferts culturels, Armand Colin, 2013 (Contributions de Hoai Huong Aubert-Nguyen, Jean-François Courtine, Jocelyn Benoist, Michel Espagne, Alexandre Feron, Daniel Giovannangeli, Daniel Hémery, Jérôme Melançon, Raoul Moati, Philippe Papin, Perrine Simon-Nahum, Trinh Van Thao, Masoud Pouramadali Tochahi). Contient en deuxième partie Phénoménologie et matérialisme dialectique.
- Alexandre Feron, Le Moment marxiste de la phénoménologie française: Sartre, Merleau-Ponty, Trần Đức Thảo, Springer, 2021.

#### Articles
- D'Alonzo, Jacopo. "L’origine du langage chez Tran-Duc-Thao. Perspectives historiques et enjeux théoriques", dans Valentina Bisconti, Rossana De Angelis & Anamaria Curea "Héritages, réceptions, écoles en sciences du langage. Avant et après Saussure", p. 265-272. Paris: Presses de la Sorbonne Nouvelle 2019.
- D'Alonzo, Jacopo. "Prefazione del curatore", dans Trần Đức Thảo, "La dialettica materialista della coscienza", Jacopo D’Alonzo (éd), p. 5-24. Roma: Castelvecchi Editore 2019.
- D'Alonzo, Jacopo. "Langage intérieur et origine de la conscience: le cas de Trần Đức Thảo". Histoire Epistémologie Langage 41.1:159-177. Paris: SHESL 2019. [DOI: 10.1051/hel/2019008]
- D'Alonzo, Jacopo. "Tran-Duc-Thao and the Language of the Real Life." Language Sciences 70:45-57 [Special Issue: Karl Marx and the Language Sciences: critical encounters ed. by Peter E Jones]. Amsterdam: Elsevier 2018.
- D'Alonzo, Jacopo. "Tran-Duc-Thao: Consciousness & Language. Report of the Centenary Conference." Acta Structuralica - International Journal for Structuralist Research 3:31-50. 2018.
- D'Alonzo, Jacopo. "Semiologia dialettica di Tran-Duc-Thao: Alcune considerazioni su Saussure, fenomenologia e strutturalismo". Acta Structuralica - International Journal for Structuralist Research 2:1.53-86. 2017.
- D'Alonzo, Jacopo. "L’origine del linguaggio e della coscienza. Storia di un libro mai pubblicato: dal carteggio inedito tra Ferruccio Rossi-Landi e Tran-Duc-Thao." Acta Structuralica - International Journal for Structuralist Research 2:1.87-152. 2017.
- D'Alonzo, Jacopo. Trần Đức Thảo: A Marxist Theory on Origins of Human Language. " Theoria et Historia Scientiarum 13 The origins and development of language: a historical perspective, pp. 103-120. Nicolaus Copernicus University Press. 2016.
- Feron, Alexandre. « Qui est Trần Đức Thảo ? Vie et œuvre d'un philosophe vietnamien », article sur Contretemps-web.
- Spire, Arnaud. « Tran Duc Thao, un marxiste dérangeant », article de L'Humanité du 26 avril 1993.
- Vu Van Minh, « L'indigène monstrueux », article sur le site du PIR.